# Уксбридж

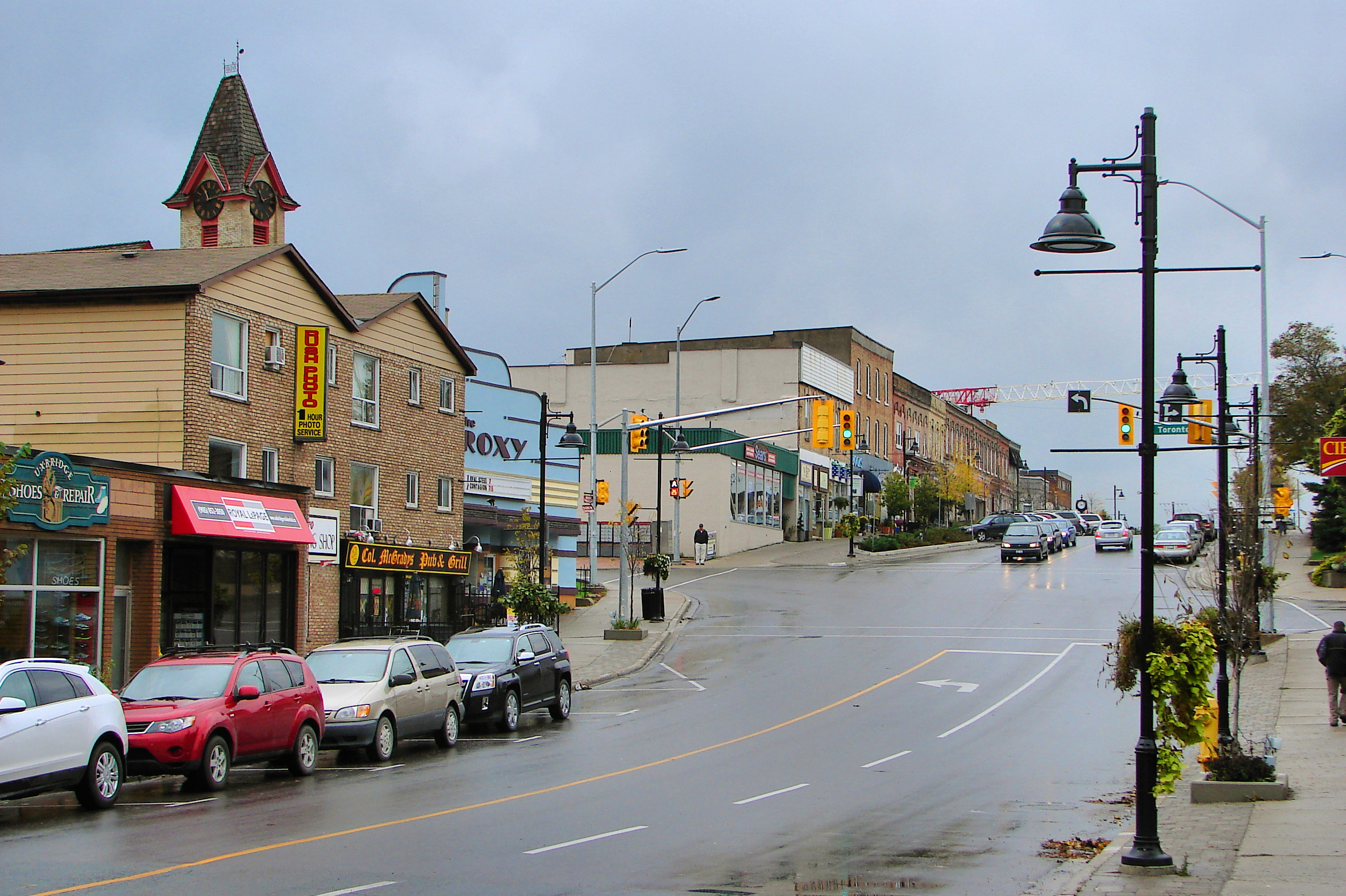
Центр Уксбриджа.

 Уксбридж  (англ. Uxbridge) — містечко в провінції Онтаріо у Канаді, в регіональному муніципалітеті Дюрем.  Містечко налічує 19 169 мешканців (2006) (420,65/км²).  Містечко — частина промислового району, прозваного Золотою підковою.